# Beretta 90-TWO
Produit par la firme italienne Beretta depuis 2006, le pistolet semi-automatique à carcasse polymère Beretta 90-TWO est à la fois une modernisation et un successeur possible du Beretta 92FS.

## Technique
Ce pistolet  chambré en 9 mm Parabellum et .40 S&W existe en 3 versions. La version F fonctionnant en simple et double action avec une sécurité manuelle qui permet également le désarmement et la version D fonctionnant en double action uniquement sans sécurité supplémentaire. Les deux modèles sont équipés d'un système verrouillant le percuteur tant que la détente n'est pas pressée, interdisant ainsi un tir accidentel en cas de chute ou de choc sur l'arme. 
Le Beretta 90-Two en chiffres :
- Calibres : 9 mm Parabellum, .40 S&W
- Longueur : 21,6 cm
- Longueur du canon : 12,7 cm
- Poids non chargé : 0,92 kg
- Capacité : 
  - 10/15/17 coups en 9 mm
  - 10/11/12 coups (.40)

## Dans la culture populaire
Les gamers peuvent le choisir dans quelques jeux dont SOCOM: US Navy SEALs Fireteam Bravo 3  et Heavy Rain.
Les cinéphiles ont pu le reconnaître dans des films d'action comme Red (2010)ou  Taken 2 (2012) et de SF tels Resident Evil: Afterlife 	(2010), Lock Out (2012) et Total Recall	(2012).
Enfin, il arme plusieurs personnages de la série TV d'espionnage Chuck et du dessin animé Trinity Blood.

## Sources
Cette notice est issue de la lecture des revues spécialisées de langue française suivantes :
- Cibles (Fr)
- Action Guns (Fr)
- ARMES DE POING DU MONDE de P.Poulet, J.P Ney T. Kisszalai, Editions Missions Spéciales, 2010.
- J. HUON, Encyclopédie mondial de l'Armement, tome 5, Grancher, 2014.